# نيوزيلاند هيرالد
نيوزيلاند هيرالد (بالإنجليزية: The New Zealand Herald)‏ هي صحيفة يومية تُنشر في أوكلاند، نيوزيلندا، مملوكة لمجموعة نيوزيلندا للإعلام والترفيه. تُعتبر الجريدة الأكثر توزيعاً من بين جميع الجرائد في نيوزيلندا، بلغت ذروتها في عام 2006، حيث قامت بتوزيع أكثر من 200,000 نسخة، إلا أن توزيع الصحيفة عرف انخفاضاً ل144,157 نسخة في المتوسط في ديسمبر 2014. تنتشر الجريدة أساساً في إقليم أوكلاند، إلا أنها تُوزع كذلك شمالاً في الجزيرة شمالاً بما في ذلك إقليم نورثلاند ووايكاتو.

## روابط خارجية
- نيوزيلاند هيرالد على موقع روتن توميتوز (الإنجليزية)